# ERC Ingolstadt
ERC Ingolstadt – niemiecki klub hokejowy z siedzibą w Ingolstadt występujący w rozgrywkach DEL (od sezonu 2002/03).
W 2008 roku klub brał udział w Pucharze Spenglera.

## Sukcesy
- Złoty medal 2. Bundesligi: 2001
- Puchar Niemiec: 2005
- Złoty medal mistrzostw Niemiec: 2014
- Srebrny medal mistrzostw Niemiec: 2015